# Rebelião dos Legionários e Pogrom de Bucareste
Entre 21 e 23 de janeiro de 1941, ocorreu em Bucareste, no Estado Nacional Legionário (Reino da Romênia), uma rebelião da organização paramilitar Guarda de Ferro, cujos membros eram conhecidos como Legionários. À medida que os seus privilégios eram gradualmente removidos pelo Conducător Ion Antonescu, os Legionários revoltaram-se. Durante a rebelião e o subsequente pogrom, a Guarda de Ferro matou 125 judeus, e 30 soldados morreram no confronto com os rebeldes. Depois disso, o movimento Guarda de Ferro foi banido e 9.000 de seus membros foram presos.  

## Prelúdio
Após a Primeira Guerra Mundial, a Romênia ganhou muitos novos territórios, tornando-se assim a "Grande Roménia". No entanto, o reconhecimento internacional da união formal com estes territórios veio com a condição de concessão de direitos civis às minorias étnicas nessas regiões. Os novos territórios, especialmente a Bessarábia e a Bucovina, incluíam um grande número de judeus, cuja presença se destacava pelas suas roupas, costumes e língua distintivos. Os intelectuais, juntamente com uma vasta gama de partidos políticos e o clero, lideraram uma campanha antissemita; muitos deles acabaram por lançar a sua sorte política com a Alemanha Nazista. 
O Pacto Molotov-Ribbentrop (agosto de 1939) permitiu à União Soviética retomar a Bessarábia e o norte da Bucovina em junho de 1940, levando ao ultimato soviético de junho de 1940 e à ocupação soviética dessas regiões. Em agosto de 1940, a Alemanha e a Itália mediaram disputas romenas com a Hungria sobre a Transilvânia (resultando na Segunda Arbitragem de Viena) e com a Bulgária em relação a Dobruja (resultando no Tratado de Craiova). Grandes áreas da Roménia foram cedidas à Hungria e à Bulgária. 
Durante a retirada do exército romeno da Bessarábia, alguns residentes locais comemoraram. Ataques a soldados por parte de moradores locais também estão documentados. Vários relatórios falam de ataques aos soldados em retirada por parte de judeus – embora a veracidade desses relatórios seja contestada – e alguns foram provados serem invenções. Além disso, embora os relatórios definissem todos os celebradores e agressores como “judeus”, alguns eram ucranianos, russos, pró-comunistas, criminosos recém-libertados e romenos étnicos. Estes relatórios, independentemente da veracidade, contribuíram muito para incitar muitos romenos contra os judeus, fortalecendo o sentimento antissemita existente. 

Os romenos ficaram traumatizados e frustrados por terem desistido destas áreas sem guerra, e a posição do regime enfraqueceu significativamente. O governo usou os judeus como bode expiatório, com o apoio da imprensa:
Confrontados com uma crise extremamente grave e duvidando que o seu regime pudesse sobreviver, os funcionários do governo romeno transformaram os judeus num "pára-raios" político, canalizando o descontentamento popular para a minoria. Notável neste relatório é a reacção da imprensa romena, cuja raiva foi dirigida mais aos judeus do que aos soviéticos, os verdadeiros agressores. Dado que a imprensa romena foi censurada em 1940, o governo deve ter desempenhado um papel na criação deste preconceito. Uma forma típica de bode expiatório antecipado era informar aos líderes judeus que as autoridades romenas poderiam lançar atos de repressão contra os judeus.

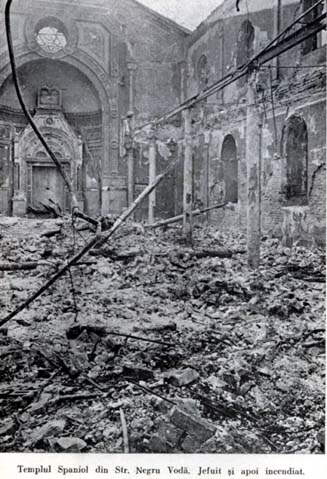
Templo Sefardita em Bucareste depois de ter sido roubado e incendiado durante a Rebelião Legionária e o Pogrom

A legislação antissemita que começou com o "Códice Judaico" na Romênia, e o estabelecimento do governo do Estado Nacional Legionário, pôs em marcha as leis da romenização, que privaram o povo judeu das suas propriedades e as distribuíram entre os apoiantes do novo regime. Isto criou uma atmosfera em que o anti-semitismo era visto como legítimo e até sancionado. 
Politicamente, o controle estava nas mãos do Conducător Ion Antonescu, liderando o governo de coalizão fascista antissemita, juntamente com Horia Sima. Este último comandou a milícia paramilitar Legionária conhecida como Guarda de Ferro (originalmente chamada de "Legião do Arcanjo Miguel", daí o nome "Legionários"). Houve muita tensão entre os dois líderes devido às apreensões de propriedades judaicas pela Guarda de Ferro. Antonescu pensou que o roubo foi feito de uma forma prejudicial à economia romena, e que a propriedade roubada não beneficiou o governo, apenas os Legionários e seus associados. Além da questão judaica, os Legionários, alcançando o poder após muitos anos de perseguição pelo antigo regime de Carlos II (que matou o seu primeiro líder e fundador Corneliu Zelea Codreanu, "o Capitão"), eram vingativos contra qualquer pessoa associada ao regime. 

## Preparativos para a rebelião
O desacordo entre Antonescu e a Guarda de Ferro sobre o roubo dos judeus não era sobre o roubo em si, mas sobre o método e o destino final da propriedade roubada. Antonescu sustentou que o roubo deveria ser feito por meio de expropriação, gradualmente, por meio de um processo ordenado de aprovação de leis antissemitas. 
... os Legionários queriam tudo e queriam imediatamente; Antonescu, embora compartilhasse o mesmo objetivo, pretendia alcançá-lo gradativamente, utilizando métodos diferentes. O líder afirmou isto claramente num discurso aos ministros nomeados pela Legião: "Vocês realmente acham que podemos substituir todos os Yids imediatamente? Os desafios do governo são abordados um por um, como num jogo de xadrez.
Os Legionários, por outro lado, queriam roubar o máximo possível, o mais rápido possível, utilizando métodos baseados não na lei, mas no terror, assassinato e tortura. Os Legionários tiveram uma disputa adicional com a minoria alemã na Romênia. 
De acordo com as leis da romenização, os judeus foram forçados a vender muitos dos seus negócios, um facto utilizado por muitos romenos para comprar esses negócios por quase nada. A minoria alemã introduziu um nível de concorrência ao oferecer aos judeus um preço melhor do que o oferecido pelos legionários (em média, cerca de um quinto do valor real). Os alemães locais tiveram capital recebido como um empréstimo da Alemanha, dinheiro romeno pago aos alemães para manterem unidades militares no seu território (para protegê-los dos soviéticos). Antonescu exigiu que os Legionários cessassem suas táticas terroristas, e os Legionários começaram a conspirar para usurpar Antonescu e assumir o controle exclusivo do país. 
Inicialmente, os Legionários começaram a "difamar" Antonescu, mencionando sua relação familiar com os judeus (sua madrasta e o marido anterior de sua esposa eram judeus). Também o acusaram de estar ligado à Maçonaria. De acordo com a propaganda nazista, os maçons eram inimigos da humanidade, perdendo apenas para os judeus em maldade. 
Nos 20 dias anteriores à rebelião, o nível de propaganda anti-semita aumentou muito, utilizando todas as ferramentas à disposição dos Legionários. A propaganda enfatizou a necessidade de resolver o “problema judaico”. Horia Sima e os seus camaradas procuraram a simpatia do regime nazi na Alemanha, e construíram sobre as semelhanças ideológicas entre o seu movimento e o movimento nazista, e tiveram alguns apoiantes dentro do estabelecimento nazista. 
Antonescu, que contava com o apoio dos militares romenos, reuniu-se com Adolf Hitler em 14 de janeiro de 1941, na Alemanha. Durante esta reunião, ele prometeu a Hitler a cooperação da Roménia em qualquer futuro conflito alemão com a União Soviética, e obteve o acordo tácito de Hitler para eliminar os oponentes de Antonescu no Movimento Legionário. Entre 17 e 19 de janeiro, o movimento Legionário conduziu uma série de "palestras" por toda a Romênia, destinadas a demonstrar a natureza nacional-socialista do seu movimento e a mostrar a sua lealdade a Hitler. 
Antonescu tomou medidas para conter as ações dos Legionários e, em 19 de janeiro, emitiu uma ordem cancelando o cargo de comissários da romanização: empregos bem remunerados, ocupados por Legionários. Além disso, demitiu os responsáveis por atos terroristas cometidos por Legionários, desde o Ministro do Interior Constantin Petrovicescu até os comandantes da Polícia de Segurança e da polícia de Bucareste. Ele nomeou militares leais em seu lugar. Os militares também assumiram o controle de instalações estratégicas, como centrais telefônicas, delegacias de polícia e hospitais. Os oficiais distritais dos Legionários foram chamados à capital para uma importante consulta económica, mas foram presos a meio da reunião. 

### Equipamento legionário em Bucareste
Como força paramilitar, a Guarda de Ferro não teve escassez de armas de fogo enquanto esteve no poder. No início de 1941, só em Bucareste, os Legionários tinham 5.000 armas (rifles, revólveres e metralhadoras), bem como numerosas granadas de mão.  A Legião também possuía uma pequena força blindada, principalmente simbólica, de quatro veículos: dois carros blindados da polícia e dois Renault UE Chenillettes da fábrica de Malaxa.  A fábrica de Malaxa produzia sob licença esses veículos blindados franceses desde meados de 1939,  e além das duas máquinas, a fábrica também fornecia à Legião metralhadoras e rifles.  Para o transporte, a Legião possuía quase 200 caminhões somente em Bucareste. 

## A Rebelião
Em 20 de janeiro de 1941, um oficial alemão (Major Döhring, um aviador) foi morto em Bucareste por um cidadão grego a serviço da inteligência aliada. Este assassinato permanece sem solução, mas foi a faísca que acendeu a Rebelião dos Legionários. Antonescu substituiu os comandantes da Polícia de Segurança e da polícia de Bucareste, mas os seus subordinados, que receberam ordens de Horia Sima, recusaram-se a permitir que os novos comandantes ocupassem os seus lugares. Legionários armados capturaram o Ministério do Interior, esquadras da polícia e outros edifícios governamentais e municipais, e abriram fogo contra soldados que tentavam recuperar esses edifícios. 
Os discursos públicos de Antonescu, destinados a acalmar o público, não foram publicados ou difundidos, pois os meios de comunicação estavam sob o controle dos legionários. Os Legionários convocaram o povo a se levantar contra os Maçons e os Judeus (sugerindo as relações de Antonescu). As pessoas que eram possíveis alvos de assassinato pelos Legionários foram detidas, para sua própria proteção, no Ministério do Interior. Os líderes dos Legionários, liderados por Horia Sima, passaram à clandestinidade. Os Legionários realizaram recrutamentos em massa nas aldeias vizinhas e massas de camponeses inundaram as ruas de Bucareste, respondendo ao apelo para defender o país contra os Judeus e os Maçons. Os Legionários assumiram postos de gasolina e navios-tanque e usaram latas de óleo em chamas como armas contra os soldados. Apenas 15 oficiais leais permaneceram com Antonescu em seu palácio. Durante dois dias, os militares romenos defenderam-se e tentaram sitiar as fortalezas dos Legionários, mas não iniciaram ataques e deram-lhes carta branca. Durante este tempo, os Legionários publicaram anúncios alegando que os Judeus se tinham revoltado. Durante os dias da rebelião, os jornais dos Legionários (os únicos activos durante este período) envolveram-se em propaganda cruel contra os Judeus. Ao final das matérias aparecia o lema “Você sabe em quem atirar”. 

## O Pogrom de Bucareste

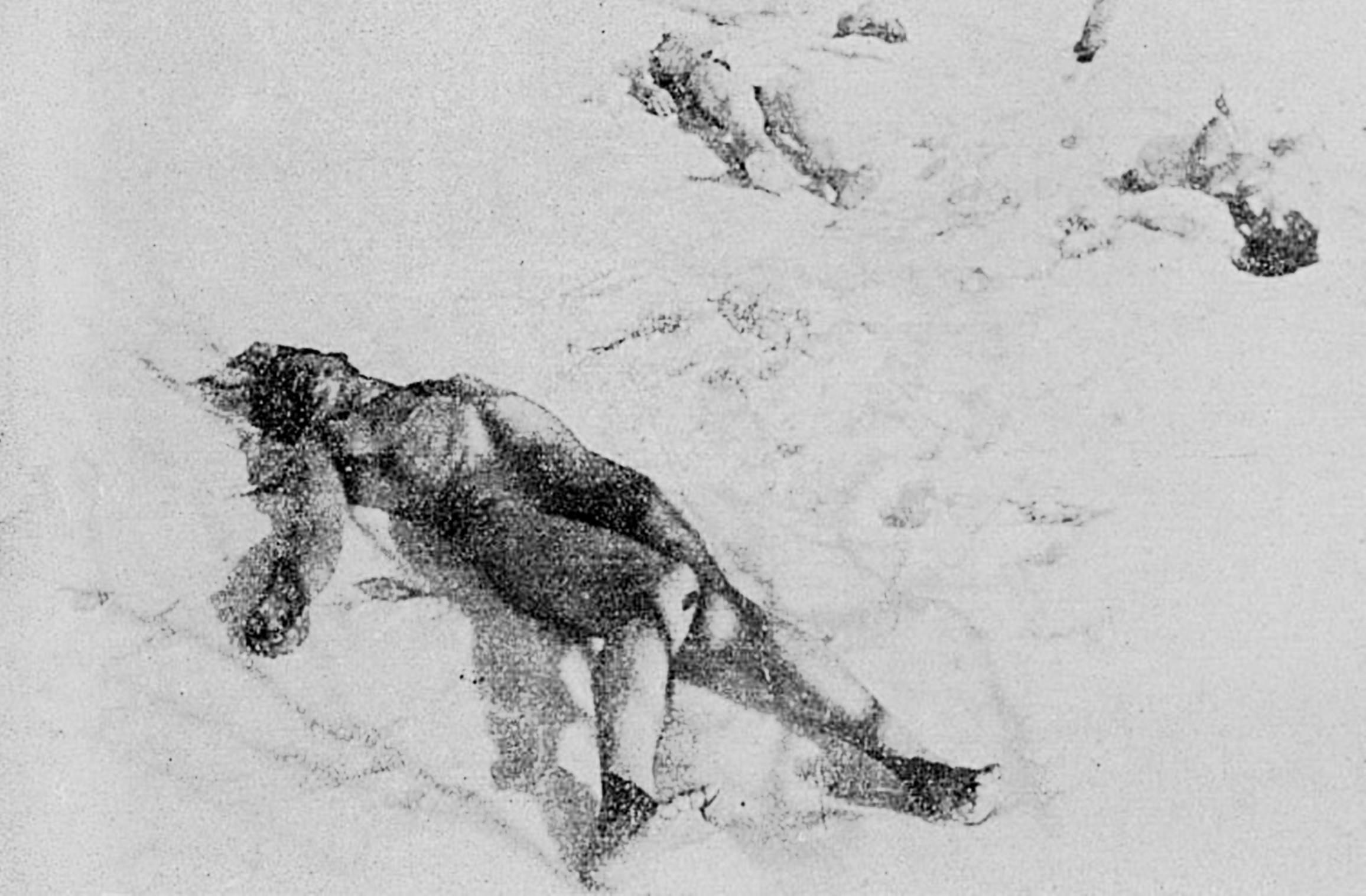
Os corpos despidos de vítimas judias romenas, descartados na neve em Jilava, nas margens do rio Sabar.

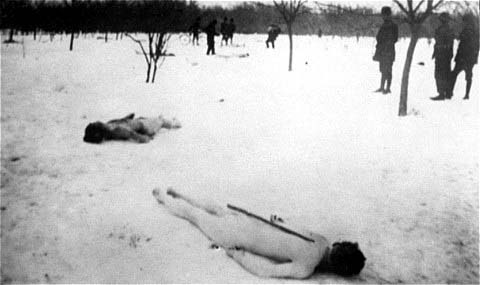
Os corpos despidos de vítimas judias romenas, descartados na neve na floresta de Jilava.

O pogrom de Bucareste não foi um efeito colateral da rebelião, mas um evento paralelo, organizado propositadamente para dar legitimidade à rebelião e para equiparar os oponentes dos legionários a simpatizantes judeus. Muitos partidos participaram nos motins contra os judeus: agentes da polícia leais aos Legionários, várias organizações de Legionários, o sindicato dos trabalhadores, o sindicato dos estudantes, estudantes do ensino secundário, Roma e Sinti, e criminosos. Os ataques aos dois bairros judeus (Dudeşti e Văcăreşti) começaram poucas horas antes da rebelião. O Ministro Vasile Iasinschi deu a ordem para incendiar os bairros judeus, e multidões invadiram casas, sinagogas e outras instituições judaicas. Os quartéis-generais dos Legionários tornaram-se centros de tortura e os judeus raptados das suas casas foram levados até eles. As casas dos judeus foram incendiadas e os próprios judeus foram concentrados em locais onde poderiam ser torturados para tomarem as suas propriedades e as mulheres judias foram violadas. Os judeus foram assassinados aleatoriamente, mas também em execuções planeadas. Alguns judeus foram atirados dos últimos andares do edifício da sede da polícia e outros mortos no matadouro. Os soldados não participaram do pogrom, nem os policiais leais a Antonescu. Esses oficiais foram forçados a entregar suas armas e uniformes e foram presos. 
Além de extorquir os judeus pelas suas propriedades escondidas, jovens sádicos (incluindo adolescentes) participaram na tortura, para seu próprio prazer. Isso continuou por horas e até dias e noites, com os torturadores se revezando. Os judeus foram roubados de todos os bens que possuíam e, às vezes, até de suas roupas. Eram obrigados a entregar bens escondidos noutros locais, privados ou comunitários, e muitas vezes eram fuzilados depois, como aconteceu com o tesoureiro da comunidade. Alguns judeus foram coagidos a escrever notas de suicídio antes de serem mortos. 
Os perseguidores eram chefiados por Mircea Petrovicescu, filho do ministro do Interior deposto por Antonescu. Mulheres legionárias participaram do pogrom; todos os sobreviventes notaram o seu envolvimento na tortura e alguns dos piores actos de abuso ocorreram nas suas mãos. De acordo com as testemunhas, as mulheres legionárias despiram os homens judeus e bateram nos seus órgãos genitais. 
Os perseguidores eram chefiados por Mircea Petrovicescu, filho do ministro do Interior deposto por Antonescu. Mulheres legionárias participaram do pogrom; todos os sobreviventes notaram o seu envolvimento na tortura e alguns dos piores atos de abuso ocorreram nas suas mãos. De acordo com as testemunhas, as mulheres legionárias despiram os homens judeus e bateram nos seus órgãos genitais. 

Em 23 de janeiro, poucas horas antes de a rebelião ser reprimida, um grupo de legionários selecionou aleatoriamente 15 judeus. Eles os levaram em caminhões até o matadouro local, onde foram baleados. Cinco dos judeus, incluindo uma menina de cinco anos, foram pendurados nos ganchos do matadouro, ainda vivos. Eles foram torturados, suas barrigas cortadas e suas entranhas penduradas no pescoço, numa paródia de shehita, abate kosher de gado. Os corpos foram rotulados como "kosher". O matadouro foi fechado por uma semana para purgar e limpar o galpão dos resultados. Quando Antonescu nomeou um promotor militar para investigar os acontecimentos no matadouro, ele relatou que:
Ele reconheceu três de seus conhecidos entre os corpos "torturados profissionalmente" (o advogado Millo Beiler e os irmãos Rauch). Ele acrescentou: “Os corpos dos mortos foram pendurados nos ganchos usados pelos matadouros. 
O ministro americano na Romênia, Franklin Mott Gunther, visitou o frigorífico onde os judeus foram massacrados com cartazes onde se lia “carne Kosher” e relatou a Washington: “Sessenta cadáveres de judeus foram descobertos nos ganchos usados para carcaças. foram todos esfolados... e a quantidade de sangue era uma prova de que haviam sido esfolados vivos".  Gunther escreveu que ficou especialmente chocado com o fato de uma das vítimas judias penduradas nos ganchos de carne ser uma menina de 5 anos, escrevendo que a crueldade demonstrada era inacreditável.  Sobre o episódio do matadouro, o autor romeno Virgil Gheorghiu escreveu mais tarde:
No grande salão do matadouro, onde o gado é pendurado para ser cortado, havia agora cadáveres humanos nus... Em alguns dos cadáveres havia a inscrição “kosher”. Havia cadáveres judeus.… Minha alma estava manchada. Eu estava com vergonha de mim mesmo. Tenho vergonha de ser romeno, como os criminosos da Guarda de Ferro.
Durante o pogrom, 125 judeus de Bucareste foram assassinados: 120 corpos foram finalmente contados e cinco nunca foram encontrados. Outros judeus, não pertencentes à comunidade de Bucareste, que por acaso estavam em Bucareste na altura, também podem ter sido mortos.  Os Legionários incendiaram as sinagogas judaicas e dançaram em volta das chamas, rugindo de alegria. Para cumprir a sua missão usaram um camião-tanque de combustível, pulverizaram as paredes de Kahal Grande (a grande sinagoga sefardita) e acenderam-na. Estava completamente queimado. Nas diversas sinagogas, os Legionários roubaram os fiéis, abusaram deles, levaram todos os seus objetos de valor e rasgaram as sagradas escrituras e documentos antigos. Destruíram tudo, até os banheiros. 
Durante os motins, 1.274 empresas, lojas, oficinas e casas foram gravemente danificadas ou destruídas. Após a supressão da rebelião, o exército levou o saque dos Legionários em 200 caminhões (sem incluir dinheiro e joias). Algumas sinagogas foram parcialmente salvas. A grande sinagoga do Templo Coral (Heichal Hakorali) foi salva do incêndio total, porque os Legionários não trouxeram combustível suficiente. Na grande sinagoga estava uma cristã, Lucreţia Canjia. Ela implorou aos manifestantes que não queimassem a sinagoga, lembrando-lhes os seus ensinamentos cristãos. A sinagoga foi salva. 

## A rebelião em outros locais
Em Turda, Buhuși e Ploiești, centenas de legionários marcharam pelas ruas enquanto cantavam canções legionárias, mas acabaram por se dispersar silenciosamente. Duas gangues de legionários desarmados em Vrata patrulhavam a rua principal da aldeia, interrogando quem tentasse entrar. Em Piatra Neamț, 600 Legionários reuniram-se para apoiar Sima, mas foram dispersos pacificamente pela intervenção da polícia local. No entanto, um pequeno grupo de legionários posteriormente vandalizou casas de judeus na cidade. Em Buzău, os legionários reuniram-se na esquadra da polícia, mas foram cercados por soldados e presos lá dentro. Em Târgu Frumos, o prefeito enviou grupos de legionários adolescentes de trem para Iaşi em 20 de janeiro. No entanto, ele logo renunciou quando a situação se deteriorou na noite de 21 de janeiro. De longe, o local mais activo da rebelião dos legionários fora de Bucareste foi Brașov. Mais bem organizados do que noutros locais fora da capital, os legionários ocupavam a gendarmaria, as câmaras municipais, as repartições municipais, a tesouraria, os correios e centrais telefónicas, a estação de rádio, bem como outros postos da gendarmaria nas aldeias vizinhas. Cinco legionários armados apreenderam um autocarro e mantiveram os passageiros como reféns durante várias horas. 

## Repressão

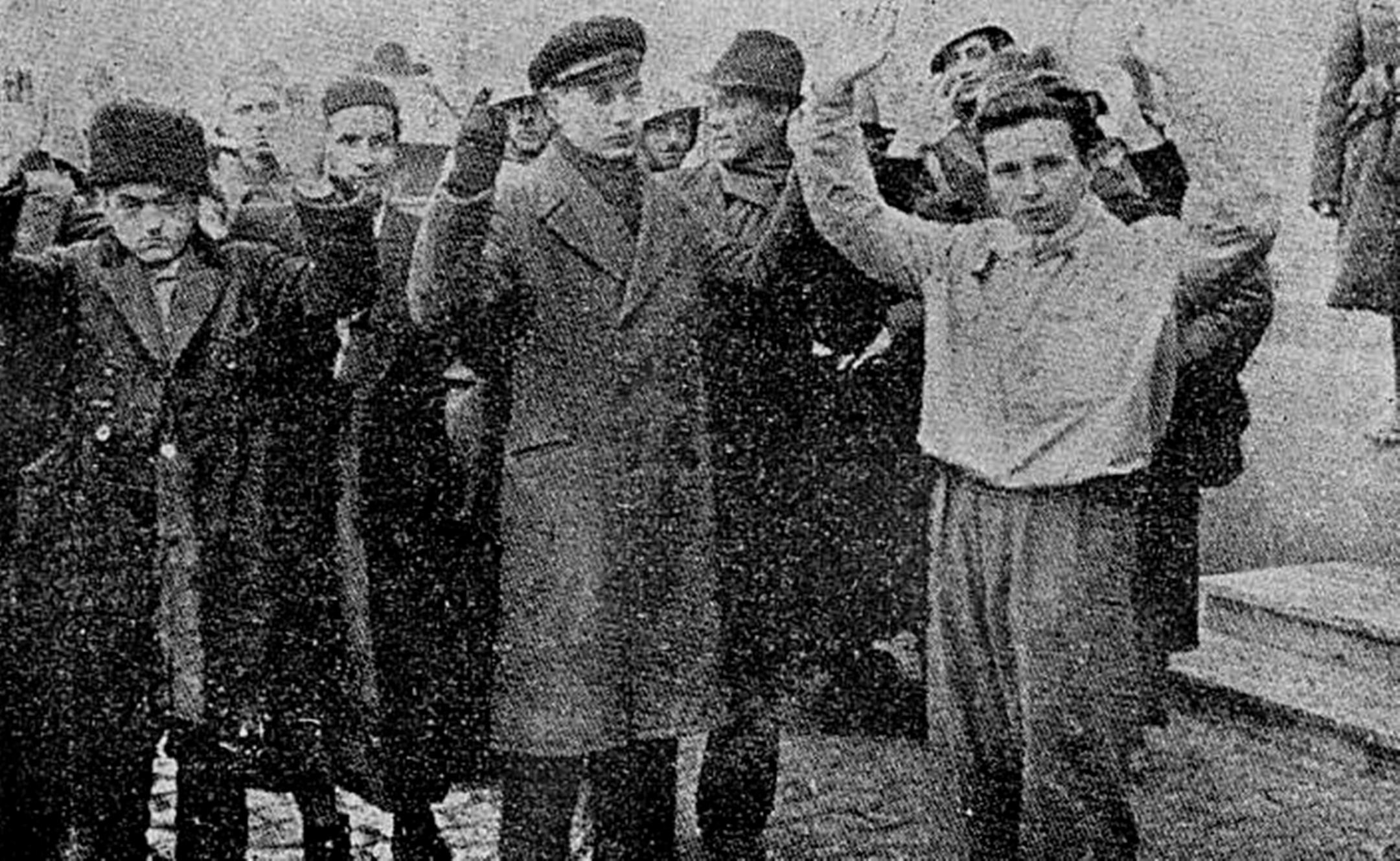
Membros romenos da Guarda de Ferro, presos pelo Exército após o pogrom de Bucareste e a rebelião antigovernamental.

Durante os dias da rebelião, Antonescu evitou o confronto direto com os Legionários, mas trouxe unidades militares, incluindo 100 tanques, de outras cidades para Bucareste. À medida que o caos se espalhava – preocupando até mesmo Hitler, que estava interessado na Roménia como aliada – a imagem horrível do pogrom tornou-se clara. À medida que as histórias se espalhavam, a fúria dos militares contra os Legionários crescia (os Legionários atacaram soldados capturados, tiraram-lhes os uniformes e até queimaram vários deles). Quando Antonescu achou que o momento era o mais apropriado, deu a ordem para esmagar a rebelião. Os militares, liderados pelo general Ilie Șteflea, reprimiram a rebelião em questão de horas com pouca dificuldade. Os Legionários não conseguiram se defender do poder de fogo superior dos militares. Enquanto os soldados atacavam suas fortalezas, os Legionários fugiam. Durante as escaramuças, 30 soldados foram mortos e 100 ficaram feridos. O número de legionários mortos durante a rebelião foi de aproximadamente 200,  embora em anos posteriores Horia Sima afirmasse que houve 800 vítimas de legionários.  Depois que a rebelião foi reprimida, Antonescu dirigiu-se ao público no rádio, contando-lhes "a verdade", mas nunca mencionando o pogrom. Ele pediu à guarnição alemã, que ficou parada durante a rebelião, que mostrasse seu apoio. As tropas alemãs foram enviadas em marcha pelas ruas de Bucareste, terminando em frente ao edifício do primeiro-ministro, onde aplaudiram Antonescu. 

Após a queda dos Legionários, a tendência inverteu-se e aqueles que se juntaram a eles fugiram. A imprensa deixou de apoiar os Legionários, mas permaneceu anti-semita e nacionalista. Alguns dos líderes dos Legionários, incluindo Horia Sima, fugiram para a Alemanha. Cerca de 9.000 membros do movimento dos Legionários foram condenados à prisão. Os legionários que lideraram o movimento anti-semita na Roménia caíram e nunca recuperaram o poder. No entanto, o movimento continuou mesmo sem eles, embora tenha retrocedido por um tempo, à medida que as atrocidades do pogrom de Bucareste gradualmente se tornaram conhecidas do público romeno. Poucos meses depois, essas atrocidades eram insignificantes em comparação com as do pogrom de Iaşi, iniciado por ordem de Antonescu. Um líder do pogrom, Valerian Trifa, tornou-se clérigo e emigrou para os EUA, onde se tornou cidadão e ascendeu ao cargo de Arcebispo da Igreja Ortodoxa Romena na América e no Canadá, mas foi destituído de sua cidadania em 1982 e deixou os EUA em vez de ser deportado. 